# Bećarac

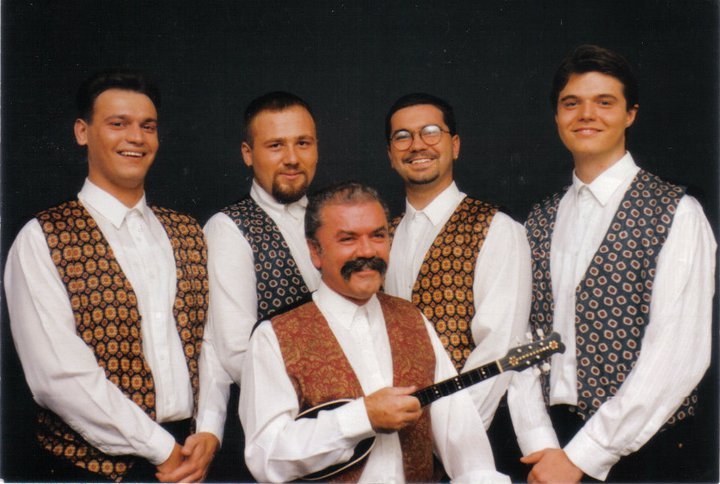

La musique bećarac est un genre musical populaire de Croatie orientale, dans les régions de la Slavonie, du Baranja et de la Syrmie.

## Description
Les solistes échangent leurs lignes vocales, cherchant à se dépasser les uns les autres en improvisant des vers décasyllabiques ou en combinant des vers déjà connus, accompagnés d’un groupe de chanteurs et de musiciens jouant du tambûr.
« La pratique du chant et de la musique bećarac de Croatie orientale » a été inscrit en 2011 par l'UNESCO sur
la liste représentative du patrimoine culturel immatériel de l'humanité.